# Jasna Jukić
Jasna Jukić (Split) je hrvatska kazališna i filmska glumica.

## Filmografija

### Filmske uloge
- "Dubrovački škerac" (2001.)
- "Da mi je biti morski pas" kao Goge (1999.)
- "Tužna Jele" kao Đive (1998.) - TV-kazališna predstava
- "Anđele moj dragi" kao djevojka na proslavi #1 (1996.)

## Vanjske poveznice
- Jasna Jukić u internetskoj bazi filmova IMDb-u (engl.)
- Stranica na Kazalište-Dubrovnik.hr  Arhivirana inačica izvorne stranice od 30. prosinca 2010. (Wayback Machine)